# The Pledge
Pour plus de détails, voir Fiche technique et Distribution.
The Pledge ou La Promesse au Québec est un film américain réalisé par Sean Penn et sorti en 2001. Il s'agit de l'adaptation du roman La Promesse (Das Versprechen) de Friedrich Dürrenmatt.

## Synopsis
Jerry Black est un policier âgé de Reno. Fraîchement retraité, il décide d'aider un collègue dans une dernière affaire : le corps d'une petite fille de huit ans, tuée après avoir été violée, est retrouvé dans les montagnes du Nevada. Après l'annonce du drame aux parents, Jerry s'engage auprès de la mère désemparée à retrouver le meurtrier. Le principal suspect, un Indien mentalement handicapé, se suicide durant l'interrogatoire. Jerry, le croyant innocent, continue son enquête et apprend que deux événements similaires sont déjà survenus dans les environs. Pour tenir sa promesse, il achète et exploite une vieille station-service sur la route qui relie les différents crimes et, à partir d'un dessin fait par la fillette assassinée représentant un homme, le Géant, qui donne des bonbons, part à la recherche d'un homme grand qui circulerait dans le secteur. Il embauche à la station service une jeune femme qui a une fillette de l'âge de celles qui ont été assassinées et s'arrange pour qu'elle se fasse remarquer en jouant près de la route.

## Fiche technique
- Titre original et français : The Pledge
- Titre québécois : La Promesse
- Réalisation : Sean Penn
- Scénario : Jerzy Kromolowski et Mary Olson-Kromolowski, d'après le roman La Promesse de Friedrich Dürrenmatt
- Musique : Klaus Badelt et Hans Zimmer
- Photographie : Chris Menges
- Montage : Jay Cassidy
- Direction artistique : Helen Jarvis
- Costumes : Jill M. Ohanneson
- Producteurs : Michael Fitzgerald, Sean Penn, Elie Samaha
- Producteur associé : Brian W. Cook
- Producteurs délégués : Andrew Stevens et Don Carmody
- Sociétés de production : Morgan Creek Productions, Franchise Pictures, Clyde Is Hungry Films, Pledge Productions et Epsilon Motion Pictures
- Société de distribution : Warner Bros. Pictures (États-Unis, France et Canada)
- Budget : 35 000 000 $[3]
- Pays de production :  États-Unis
- Genre : Thriller, policier
- Langue originale : anglais
- Durée : 124 minutes
- Dates de sortie[4] : 
  - États-Unis : 19 janvier 2001
  - France : 15 mai 2001 (festival de Cannes 2001)
  - France : 26 septembre 2001
- Interdit aux moins de 12 ans lors sa sortie en France

## Distribution
- Jack Nicholson (VF : Jean-Pierre Moulin ; VQ : Vincent Davy) : Jerry Black
- Patricia Clarkson (VF : Caroline Jacquin ; VQ : Élise Bertrand) : Margaret Larsen
- Benicio del Toro (VF : Bernard Gabay ; VQ : François Godin) : Toby Jay Wadenah
- Aaron Eckhart (VF : Joël Zaffarano ; VQ : Daniel Picard) : Stan Krolak
- Helen Mirren (VF : Évelyn Séléna ; VQ : Michèle Deslauriers) : le docteur
- Tom Noonan : Gary Jackson
- Robin Wright (VF : Michèle Buzynski ; VQ : Anne Dorval) : Lori
- Vanessa Redgrave (VF : Nadine Alari ; VQ : Élizabeth Chouvalidzé) : Annalise Hansen
- Mickey Rourke (VF : Gabriel Le Doze ; VQ : Hubert Gagnon) : Jim Olstad
- Sam Shepard (VF : Hervé Bellon ; VQ : Mario Desmarais) : Eric Pollack
- Harry Dean Stanton (VF : Bernard Tiphaine) : Floyd Cage
- Dale Dickey (VF : Catherine Artigala) : Strom
- Costas Mandylor (VF : Marc Alfos) : l'adjoint de Monash
- Michael O'Keefe (VF : Boris Rehlinger) : Duane Larsen
- Lois Smith (VF : Monique Mélinand) : Helen Jackson
- Brittany Tiplady : Becky Fiske
- Eileen Ryan : Jean
- Pauline Roberts (VF : Joséphine Ropion) : Chrissy
- Adrien Dorval (VF : Jean-Jacques Nervest) : le shérif
- Tony Parsons (VF : Mario Santini) : le présentateur TV

 Source et légende : version française (VF) sur RS Doublage et Voxofilm ; version québécoise (VQ) sur Doublage.qc.ca

## Production

### Genèse et développement

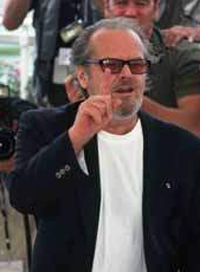
L'acteur principal Jack Nicholson, à la présentation du film au Festival de Cannes 2001.

The Pledge est adapté du roman La Promesse (Das Versprechen) de Friedrich Dürrenmatt, publié en 1958, lui-même basé sur son propre scénario du film Ça s'est passé en plein jour (Es geschah am hellichten Tag), réalisé  par Ladislas Vajda et sorti en 1958. Les faits horribles du début du film sont par ailleurs inspirés d'affaires vécues par l'inspecteur Joe Depczynski, qui a ensuite été conseiller pour le film,.
Sean Penn signe ici son 3e film comme réalisateur, six ans après Crossing Guard (1995). L'idée lui tenait extrêmement à cœur, tout comme à Jack Nicholson, mais ils ont eu beaucoup de mal à la vendre aux majors. Le projet a finalement pu voir le jour notamment grâce à Elie Samaha et sa société Franchise Pictures.

### Attribution des rôles
Sean Penn dirige à nouveau Jack Nicholson, après Crossing Guard, son précédent film comme réalisateur, sorti en 1995. Il y retrouve par ailleurs son épouse de l'époque, Robin Wright, et sa mère, Eileen Ryan.

### Tournage
Le tournage devait initialement avoir lieu dans le Minnesota. Pour des raisons de réductions budgétaires,, il se déroule en Colombie-Britannique au Canada (Chilliwack, Hedley, Hope, Keremeos, Lytton, Maple Ridge, Merritt, district régional de Thompson-Nicola, Vancouver, Lillooet, Princeton). Les premières scènes du film ont cependant été tournées aux États-Unis, à Reno au Nevada.
Certaines scènes initialement prévues n'ont pu être tournées en raison de l'immense échec d'un autre film produit par Elie Samaha et sa société Franchise Pictures, Battlefield Earth sorti un an plus tôt. Le studio n'a alors pas voulu augmenter le budget de The Pledge,.

### Musique
La musique du film est composée par Klaus Badelt et Hans Zimmer. Ils sont assistés notamment par plusieurs compositeurs de l'équipe de Media Ventures : Craig Eastman, Heitor Pereira, Martin Tilman et Michael Brook
Liste des titres
1. Angler - 5:24
2. Boogie Man - 1:27
3. Jerry and Lori - 1:00
4. Church Nightmare - 2:18
5. Revisit Crime Scene - 1:16
6. My Coat - 2:47
7. Wizard - 4:05
8. Ex Cop - 1:49
9. He'd Rather Not - 2:00
10. Land of Christmas - 1:22
11. Reading Stories - 3:02
12. Turkeys - 1:36
13. Pledge - 1:19
14. Swing - 2:19
15. Ginny's Picture - 2:30
16. You're Crazy - 5:57

## Sortie

### Box-office
Le film est un échec au box-office, ne récoltant qu'environ 29 millions de dollars de recettes dans le monde, pour un budget de 35 millions de dollars.
| Pays ou région    | Box-office      | Date d'arrêt du box-office | Nombre de semaines |
| ----------------- | --------------- | -------------------------- | ------------------ |
| États-Unis Canada | 19 733 089 $    | 29 mars 2001               | 10                 |
| France            | 477 364 entrées |                            |                    |
| Mondial           | 29 419 291 $    | -                          | -                  |

## Distinctions
Source : Internet Movie Database

### Récompense
- National Board of Review Awards 2001 : Top Ten Films

### Nominations
- Toronto Film Critics Association Awards 2001 : meilleur acteur pour Jack Nicholson
- World Soundtrack Awards 2001 : compositeur de l'année pour Hans Zimmer (également pour Hannibal, Pearl Harbor et An Everlasting Piece)
- Festival de Cannes 2001 : en compétition officielle pour la Palme d'or
- ALMA Awards 2002 : meilleur acteur dans un second rôle pour Benicio del Toro
- Bodil 2002 : meilleur film américain
- Young Artist Awards 2002 : meilleure performance pour un jeune acteur de moins de 10 ans pour Brittany Tiplady

## Hommage
Le film est dédié à la mémoire de Michael Haller et Jack Nitzsche, qui avaient officié respectivement comme chef décorateur et compositeur des deux premiers films de Sean Penn : The Indian Runner (1991) et Crossing Guard (1995).